# Lisitea (satèl·lit)
Lisitea és un satèl·lit irregular de Júpiter. Forma part del grup d'Himalia. Va ser descobert per Seth Barnes Nicholson el 1938 des de l'Observatori de Mount Wilson. Se'l va nomenar així en honor de Lisitea, filla d'Oceà i una de les amants de Zeus. Amb anterioritat al 1975, abans de rebre el nom oficial definitiu, se'l coneixia amb el nom de Júpiter X. Orbita al voltant del planeta en una òrbita prògrada amb un període de poc més de 259 dies.